# From the Mind of Lil' Louis
From the Mind of Lil' Louis est un album de Lil' Louis sorti en 1989, publié sous le nom Lil' Louis & The World.
Les titres Tuch Me et 6 A.M. ont été coproduits et coécrits par Larry Heard.

## Titres
| No  | Titre                                                          | Durée |
| --- | -------------------------------------------------------------- | ----- |
| 1.  | I Called U                                                     | 6:23  |
| 2.  | Blackout                                                       | 6:06  |
| 3.  | Tuch Me                                                        | 5:09  |
| 4.  | French Kiss                                                    | 6:03  |
| 5.  | Wargames                                                       | 3:05  |
| 6.  | It's The Only Thing                                            | 5:18  |
| 7.  | 6 A.M.                                                         | 3:47  |
| 8.  | Nyce & Slo                                                     | 5:33  |
| 9.  | Insecure                                                       | 6:24  |
| 10. | The Luv U Wanted                                               | 4:37  |
| 11. | Brittany (Chanté par Joi Cardwell, écrit par Phyllis Coleman.) | 2:33  |
| 12. | Lil Tanya                                                      | 2:35  |
| 13. | 6 A.M. (Reprise)                                               | 3:39  |
| 14. | I Called U (Reprise)                                           | 2:58  |